# Михалис Зьогас
Михалис Зьогас (на гръцки: Μιχάλης Ζιώγας) е роден на 26 юни 1962 г. в Лариса (Гърция) и играе като нападател.
Зьогас се счита за играча с най-голям принос за шампионската титла на Лариса през 1988 г. С общо 16 гола, той остава на второ място в листата на голмайсторите след Хенрик Нилсен от АЕК. Със своите общо 61 гола Зьогас се превръща в най-резултатния голмайстор на Лариса, с който освен титлата печели и Националната купа.
Въпреки добрите му изяви в клубния отбор той получава едва три повиквателни за националния тим на Гърция, тъй като по това време основните звезди на неговия пост са Димитрис Самарас от Панатинайкос и Никос Анастасопулос от Олимпиакос.
След края на състезателната си кариера Зьогас е треньор на ФК Верия, Олимпиакос Волос и олимпийския национален тим на Гърция, но и така не може да се доближи до успехите си като играч.

## Успехи
- Лариса
- Шампион на Гърция за 1987 – 1988 г.
- Носител на Купата на Гърция